# 柯麗·特恩·鮑姆
柯麗·特恩·鮑姆（Corrie ten Boom）（1892年4月15日—1983年4月15日）。是荷蘭的一名鐘錶匠，後來與她父親卡斯帕·特恩·鮑姆、姐姐貝茜·特恩·鮑姆一起成爲一名基督教宣教者，柯麗本人後來成爲一個作家。二戰納粹德國占領荷蘭期間，她和父親、姐姐以及其他家族成員爲了使猶太人免遭納粹的屠殺，將一些猶太人藏匿於自己家中。由於告密者的出賣，她和她父親、姐姐被捕，她和她姐姐被黨衛軍送到了拉文斯布吕克集中營。她在傳記《藏身之地》（The Hiding Place）中講述了她的家庭在二戰期間為幫助猶太人所做的營救活動以及她在集中營被囚禁時如何尋找和堅定对上帝的信念。1967年12月12日她被以色列授予“國際義人”的榮譽獎章

## 早年生活

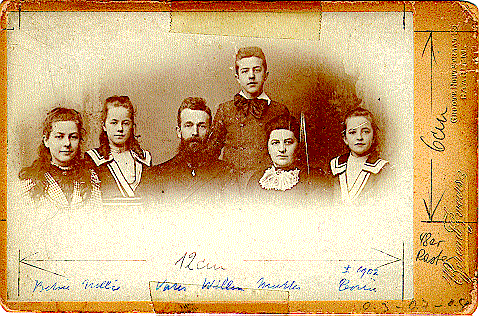
全家合照（攝於1902年）

柯麗·特恩·鮑姆1892年4月15日出生於荷蘭的哈勒姆。她是鐘錶匠卡斯帕·特恩·鮑姆和科内利亞·約翰娜·阿諾達（Cornelia Johanna Arnolda）之間最小的孩子。她的三個姨媽Tante Bepa、Tante Jans和Tante Anna與他們家人住在一起。她的父親對制錶非常着迷，據説常常忘記向顧客收取服務費。
柯麗·特恩·鮑姆一家是兩層樓房的建築，全家人住在二樓，而樓下是鐘錶店。最早科麗主要是料理家務，她的姐姐貝茜則幫忙打理鐘錶店業務，但是後來姐姐貝茜因感冒長期臥病在床，柯麗就替代姐姐處理鐘錶店工作。她很快發現自己也很喜歡鐘錶店的工作，她協助帳務管理。後來姐姐貝茜康復之後，她也依然負責店裡的工作，一家人和睦相處。
她後來接受了鐘錶匠的培訓，1922年她成爲荷蘭歷史上第一個獲得鐘錶匠執照的女性。在接下來的十年中，她除了在父親的店裡工作之外，還為當地少女建立了一個俱樂部，在那裡舉辦基督教佈道、藝術表演、縫紉以及手工藝等課程。她們全家人都是荷蘭改革教會加爾文派教徒，其信仰是鼓勵信徒為社會提供服務，比如為有需要的人提供住處、食物等。她們所信仰的一些重要教義包括：上帝珍視猶太人和人人平等的理念，這是她後來積極參加營救猶太人活動的巨大動力。

## 二戰期間
德國占領荷蘭兩年後的1942年5月。這天一個衣著光鮮亮麗的婦女提著一個手提箱來到柯麗·特恩·鮑姆的家，她說她是猶太人，她的丈夫幾個月前遭到納粹的逮捕，她的兒子躲起來了，因爲占領當局最近找過她，所以她不敢回家。她聽説特恩·鮑姆家收留過避難的猶太人，於是特意找上門來尋求幫助。科麗的父親欣然同意她可以和家人住在一起，儘管警察總部距離特恩·鮑姆家只有半個街區。柯麗的父親是《舊約》的忠實讀者，《舊約》中告知猶太人是上帝的選民，他告訴這位婦女：“在這個家裡，上帝的子民永遠是受歡迎的。”自此柯麗全家作爲荷蘭地下組織的一員，積極參加營救藏匿猶太人，柯麗全家向猶太難民和抵抗運動成員開放了他們的家庭。
爲了協助特恩·鮑姆家的收留猶太難民的工作，荷蘭抵抗運動組織特意派了一個建築師來到特恩·鮑姆家，爲他們建造了一個藏身密室，並設置了警報裝置。"藏身之地"（荷蘭語：De Schuilplaats或de Béjé，發音： "Bayay"，是街道Barteljorisstraat的縮寫）建好之後，密室在柯麗的臥室的一堵假墻後面，裡面可以容納6個人，並且密室安裝了一個通風設施。當黨衛軍進行搜索時，警報蜂鳴器就會通知難民儘快進入密室躲藏起來。
由於戰時食物短缺，每個非猶太裔的荷蘭人都配有食物配給卡，市民可以每週獲得爲期一週的食物保證。柯麗由於以前的慈善工作，在哈勒姆結識了許多人，其中有一個是殘疾女孩的家庭，她的父親是負責發放食品配給卡的公務員。柯麗·特恩·鮑姆在她的《藏身之地》中寫道：有一天晚上，柯麗去這位公務員家領取配給卡，他問柯麗需要多少配給卡？她脫口説出需要五張，然而令人吃驚的是，這位公務員發給了她一百張。柯麗將這些配給卡分發給了躲避迫害的猶太難民。
柯麗·特恩·鮑姆不僅親自收留猶太難民、給猶太人發放食品配給卡，她的活動也與荷蘭抵抗運動連爲一體，她負責監督一個收留猶太人的安全網絡。在戰爭期間估計大約有800名猶太難民通過這個網絡渠道獲救。

### 身陷囹圄
由於荷蘭抵抗組織中出現了叛徒Jan Vogel，他將柯麗的情況告密給了納粹，1944年2月28日中午納粹搜查了柯麗的住家，發現了多餘的食品配給卡以及抵抗組織的資料。於是，納粹將柯麗和她的家人關進了斯海弗寧恩的監獄。
柯麗全家被捕之後，其住所處於被監視之下，但是荷蘭警察局内也有抵抗組織成員，在他們的協助下，猶太難民仍然可以得以脫身，其中藏匿在柯麗家中的六名猶太難民和抵抗組織成員也沒有被納粹黨衛軍發現。柯麗被捕後，有一天在監獄裡收到了一封信，上面寫道：“櫃子裡的所有手錶都很安全”。意思是難民已經成功逃脫。在納粹黨衛軍突襲後的第四天，抵抗組織將他們轉移到了安全地方。但是在當天搜查之後，納粹黨衛軍將柯麗的30多名家庭成員全數逮捕。
雖然蓋世太保很快就釋放了柯麗家庭大部分人，但是柯麗本人和她姐姐貝茜、她的父親卡斯帕被關在監獄。她的父親卡斯帕被關進監獄十天之後因病重被送到海牙市醫院並在醫院去世。三個月後，柯麗接受第一次開庭受審，在審判中柯麗談到了她對智障人的幫助時，黨衛軍中尉對此嗤之以鼻，因爲多年來黨衛軍一直執行種族優勝劣汰政策而殺害智障人士。對此柯麗說：在上帝眼中，智障人士可能比鐘錶匠或者中尉更有價值。
柯麗和貝茜從斯海弗寧恩監獄被送往海爾托亨博斯集中營（荷蘭境内）之後又被送往德國境内的用來關押婦女的拉文斯布呂克集中營。被關押在拉文斯布呂克集中營期間，囚徒們每天從事繁重的勞動。在閒暇之餘，柯麗和貝茜姐妹二人用隨身帶來的《聖經》每天做祈禱，在姐妹兩人的影響下，許多囚徒皈依了基督教。姐妹兩人在集中營期間，曾經商討在戰後建立一個療養院的構想，但是姐姐貝茜的健康狀況持續惡化，貝茜於1944年12月16日在集中營去世，享年59歲。在她生命垂危之際，她對柯麗說："深淵再怎麽深，也不會比上帝更深"。12天之後，據説是因爲一個文書出錯使得柯麗得以被釋放，一週之後，她這個年齡層的婦女都被送進了毒氣室。
柯麗是在被稱之爲“饑餓的冬天”中回到家中。儘管遭遇如此不幸，她依然為那些害怕遭到處決而躲藏的殘疾人敞開大門。除了姐姐貝茜死在集中營之外，柯麗還有一個兄長威廉·特恩·鮑姆（Willem Ten Boom）和他的兒子Kik Ten Boom也被納粹關進了贝尔根-贝尔森集中营。父子二人都在戰爭結束後不久相繼離世，威廉·特恩·鮑姆的兒子Kik Ten Boom於1945年5月31日死在集中營，但死因不明，威廉·特恩·鮑姆本人因在集中營傳染上肝炎，於1945年底病逝。

## 戰後生活

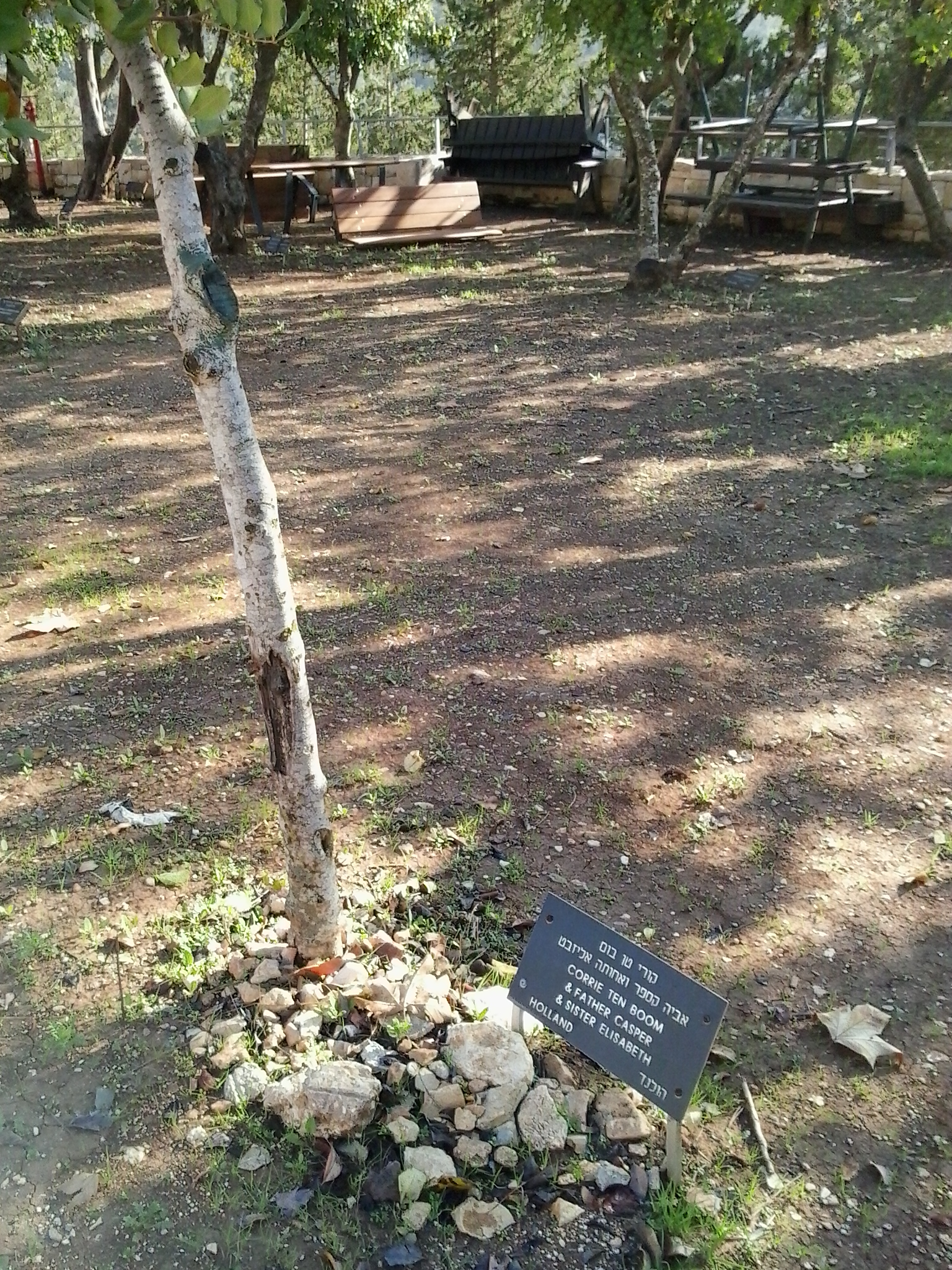
大屠殺紀念館以柯麗·特恩·鮑姆命名的紀念樹

戰後，柯麗在荷蘭布盧門達爾建立了一個康復中心，直到1950年，該中心從事收留照料集中營的幸存者。此外還收留了因爲在德國占領期間曾經因爲與納粹德國合作而失業的荷蘭人以及其他需要照料的人。1946年她回到了德國，見到了兩個曾經服役於拉文斯布呂克集中營的看守，其中一個看守曾經殘忍地虐待她的姐姐貝茜，但是柯麗寬恕了他們。
後來，她以在二戰期間的經歷，作爲公共演講者周游了世界的60多個國家，并且在此間寫了許多書。其中一本書名為《為主流浪》（Tramp for the Lord），這本書公開發行於1971年，每一章都講述了一個簡短的、不同的故事，講述她在非洲、歐洲、美洲、亞洲，甚至在蘇聯、古巴和中国等爲視爲難以傳播福音的危險國家中旅行和傳播福音。該書刊登了柯麗·特恩·鮑姆的照片和她向人們發出的關於寬恕、希望、大愛以及通過耶穌基督的恩典進行救贖的箴言。
1977年，85岁的柯麗丽在美國加州普拉森定居。1978年，她兩次中風之後癱瘓。1983年4月15日在她91歲那天因第三次中風而去世。柯麗·特恩·鮑姆被安葬在加州的聖安娜的費爾哈文公園墓地（Fairhaven Memorial Park & Mortuary）。

## 主要著作
- 《Defeated Enemies》 （页面存档备份，存于）（1962/1/1）
- 《The Hiding Place》 （页面存档备份，存于）（1971/1/1）
- 《Tramp for the Lord》 （页面存档备份，存于）（1971/1/1）
- 《Father Ten Boom, God's Man》 （页面存档备份，存于）（1978/6/1）

## 影視作品
- 1975年世界電影公司（英语：World Wide Pictures）將柯麗·特恩·鮑姆於1971年出版的暢銷書《藏身之地》拍成電影，在影片中詹妮特·克里夫特·喬治（英语：Jeannette Clift George）飾演柯麗，朱莉·哈里斯飾演貝茜。點擊觀看：YouTube頻道“藏身之地” （The Hiding Place） （页面存档备份，存于）

- 2013年日本視頻游戲公司“火炬之光”（Torchlight Inc）也根據《藏身之地》的故事梗概製作了兒童動漫短片《柯麗·特恩·鮑姆的故事》。點擊觀看: YouTube頻道The Corrie ten Boom Story （页面存档备份，存于）

- 根據當年曾經與柯麗一起參加營救猶太人的荷蘭抵抗運動成員漢斯·波利（Hans Poley）[12]1993年撰寫出版的個人回憶錄《重歸藏身之地》，美國西部工作室（10 West Studios）製片公司將其拍攝成電影，電影主角是漢斯·波利（戴维·托馬斯·詹金斯 David Thomas Jenkins飾演），柯麗·特恩·鮑姆（米米·薩伽丁 Mimi Sagadin飾演）作爲其中的角色出現在電影中，另外英國電影演員約翰·里斯-戴維斯飾演歐斯（Eusi）。該影片於2013年2月在聖安東尼奧獨立基督教電影節（英语：San Antonio Independent Christian Film Festival）期間上演。點擊觀看：YouTube頻道“重歸藏身之地”（Return to the Hiding Place） （页面存档备份，存于）